# The Stooges
The Stooges (cunoscuți și ca Iggy and The Stooges) este o trupă americană de muzică rock din Ann Arbor, statul Michigan, Statele Unite, activă din 1964 până în 1974 și reunită în 2003. Deși au avut vânzări reduse și, de obicei, cântau pentru audiențe indiferente sau ostile, the Stooges au influențat puternic apariția genului punk rock dar și a rockului alternativ și a heavy metalului. The Stooges au fost incluși în Rock and Roll Hall of Fame în 2010.

## Discografie

### Albume de studio
- The Stooges (5 august 1969)
- Fun House (august 1970)
- Raw Power (februarie 1973)
- The Weirdness (6 martie 2007)

### Albume live
- Metallic K.O. (1976)
- Live at Whiskey A Go-Go (1988)
- Open Up and Bleed (1995)
- California Bleeding (1997)
- Live in Detroit (2003)
- Telluric Chaos (3 mai 2005)

### Compilații
- Rough Power (1995)
- Year of the Iguana (1997)
- Original Punks (2006)

### Box seturi
- Night of Destruction (1991)
- 1970: The Complete Fun House Sessions (1999)
- Heavy Liquid (2005)

## Membrii
- Iggy Pop (n. 1947) - voce (1967-1971, 1972-1974, 2003-prezent)
- Scott Asheton (1949-2014) - tobe, percuție (1967-1971, 1972-1974, 2003-2014)
- Steve Mackay (1949-2015) - saxofon (1970, 2003-2015)
- James Williamson (n. 1949) - chitară (1970-1971, 1972-1974, 2003-prezent)
- Mike Watt (n. 1957) - chitară bas (2003-prezent)
- Ron Asheton (1948-2009) - chitară, bas (1967-1971, 1972-1974, 2003-2009)
- Dave Alexander (1947-1975) - bas (1967-1970)
- Bill Cheatham - chitară (1970)
- Zeke Zettner (1948-1973) - chitară bas (1970)
- Jimmy Recca (n. 1953) - chitară bas (1970-1971)
- Bob Sheff (1945-2020) - claviaturi (1973)
- Tornado Turner - chitară (1973)
- Scott Thurston (n. 1952) - claviaturi (1973-1974)

Format:The Stooges